# Mongólia hívójelkörzetei
Mongólia hívójelkörzetei igazodnak az ország tartományainak határaihoz, egy hívójelkörzetbe több tartomány tartozik.
Mongólia számára az ITU a J[T..V] hívójelprefixeket határozta meg.

## Mongólia hívójelkörzetei[1][2][3][4]
| Prefix  | Körzet | Hely/jelleg                | ITU zóna | CQ zóna |
| ------- | ------ | -------------------------- | -------- | ------- |
| JT      | 0      | Bajan-Ölgij                | 32       | 23      |
| JT      | 0      | Hovd                       | 32       | 23      |
| JT      | 1      | Ulánbátor                  | 32       | 23      |
| JT      | 2      | Dornod                     | 33       | 23      |
| JT      | 2      | Szühebátor                 | 33       | 23      |
| JT      | 3      | Hentij                     | 32       | 23      |
| JT      | 3      | Kelet-Góbi (Dornogovi)     | 32       | 23      |
| JT      | 3      | Góbi-Szümber (Goviszümber) | 32       | 23      |
| JT      | 4      | Dél-Góbi (Ömnöngovi)       | 32       | 23      |
| JT      | 4      | Közép-Góbi (Dundgovi)      | 32       | 23      |
| JT      | 5      | Központi (Töv)             | 32       | 23      |
| JT      | 5      | Darhan-Úl                  | 32       | 23      |
| JT      | 5      | Szelenga                   | 32       | 23      |
| JT      | 6      | Észak-Hangáj (Arhangai)    | 32       | 23      |
| JT      | 6      | Dél-Hangáj (Övörhangai)    | 32       | 23      |
| JT      | 7      | Hövszgöl                   | 32       | 23      |
| JT      | 7      | Bulgan                     | 32       | 23      |
| JT      | 8      | Góbi-Altaj                 | 32       | 23      |
| JT      | 8      | Bajanhongor                | 32       | 23      |
| JT      | 9      | Uvsz                       | 32       | 23      |
| JT      | 9      | Dzavhan                    | 32       | 23      |
| J[U..V] | *      | Speciális állomások        |          |         |

## Lajstromjel
Vízi és légi járművek lajstromjelezéséhez a JU prefixet használják.